# Levy-yhtiö
Levy-yhtiö est un label de musique finlandais, producteur notamment d'Apulanta et Tehosekoitin. Il a été créé [Quand ?]. Son nom signifie : label de musique en finnois.
Les groupes que le label produit sont :
- Apulanta
- Jarkko Martikainen
- Tehosekoitin
- Zacharius Carls Group